# Rediu (gmina Scânteia)
Rediu – wieś w Rumunii, w okręgu Jassy, w gminie Scânteia. W 2011 roku liczyła 238 mieszkańców.